# Station Boran-sur-Oise
Station Boran-sur-Oise is een spoorwegstation aan de spoorlijn Pierrelaye - Creil. Het ligt in de Franse gemeente Boran-sur-Oise in het departement Oise (Hauts-de-France).

## Geschiedenis
Het station is in 1846 geopend.

## Ligging
Het station ligt op kilometerpunt 52,829 van de spoorlijn Pierrelaye - Creil.

## Diensten
Het station wordt aangedaan door treinen van Transilien lijn H tussen Pontoise en Creil.

## Vorig en volgend station
| Richting | Vorig station  | Lijn    | Volgend station   | Richting |
| -------- | -------------- | ------- | ----------------- | -------- |
| Creil    | Précy-sur-Oise | Trans H | Bruyères-sur-Oise | Pontoise |